# Pujarnol
Pujarnol es una entidad de población española del municipio de Porqueras, perteneciente a la provincia de Gerona, en la comunidad autónoma de Cataluña.

## Historia
Hacia mediados del siglo XIX, el lugar, ya por entonces perteneciente a Porqueras, tenía contabilizada una población de noventa habitantes. Aparece descrito en el decimotercer volumen del Diccionario geográfico-estadístico-histórico de España y sus posesiones de Ultramar de Pascual Madoz con las siguientes palabras:

PUJARNOL: l. en la prov., part. jud. y dióc. de Gerona (3 1/4 leg.), aud. terr. y c. g. de Barcelona, ayunt. de Porqueras: sit. en terreno quebrado, cubierto de bosques, con buena ventilacion y clima sano. Tiene 30 casas, y una igl. parr. (San Cipriano), de la que es aneja la capilla de San Paladio, servida por un cura de ingreso, de provision real y ordinaria. El térm. confina N. San Miguel de Campmayor; E. Mianegas; S. Granollers de Rocacorva, y O. Falgons. El terreno es secano, de mediana calidad; la parte montuosa está cubierta de encinas y robles; le cruzan varios caminos locales de herradura. prod.: trigo y legumbres; cria ganado lanar. pobl.: 18 vec., 90 alm. cap. prod.: 1.064,400 rs. imp.: 26,610 rs.
(Madoz, 1849, p. 297)

En 2022, tenía empadronados 142 habitantes.